# Schleifreisen
Schleifreisen är en kommun och ort i Saale-Holzland-Kreis i förbundslandet Thüringen i Tyskland.
Kommunen ingår i förvaltningsgemenskapen Hermsdorf tillsammans med kommunerna Hermsdorf, Mörsdorf, Reichenbach och St. Gangloff.